# Michael-Hakim Jordan
Michael-Hakim Jordan (* 24. Juni 1977 in Philadelphia, Pennsylvania) ist ein US-amerikanischer Basketballtrainer und ehemaliger -spieler, der nach seinem Studium für verschiedene Vereine in Europa spielte. Als sein größter Erfolg ist der deutsche Meistertitel mit RheinEnergie Köln 2006 anzusehen.

## Werdegang

### Spieler
Jordan studierte in seiner Heimatstadt an der University of Pennsylvania Soziologie und spielte für die Hochschulmannschaft Quakers Basketball in der Ivy League der NCAA-Division I. Mit den Quakers gewann er 1999 und 2000 den Meistertitel in der Ivy League. Jordan war in seinen Spielzeiten für die Quakers in jeder Saison der beste Vorlagengeber pro Spiel und in seinen letzten drei Jahren auch der beste Punktesammler pro Spiel, so dass er in allen seinen Spielzeiten auch zum MVP der Quakers ernannt wurde. Mi 1604 erzielten Punkten lag Jordan in der Bestenliste aller Spieler der Hochschule auf dem dritten und mit 469 Vorlagen auf dem zweiten Rang, als er diese 2000 verließ. Nach dem Ende seiner Hochschulzeit versuchte Jordan den Sprung in die National Basketball Association (NBA) und spielte bei den Philadelphia 76ers sowie den Boston Celtics vor, wurde aber nicht verpflichtet.
Er war als Profi zunächst in der französischen LNB bei Besançon Basket Comté Doubs beschäftigt, bevor er in der International Basketball League, einer kurzlebigen Abspaltung der ebenfalls mittlerweile aufgelösten CBA, in seinem Heimatland spielte. Danach kehrte er nach Europa zurück und spielte in der spanischen zweiten Liga LEB in Murcia. Nach einem Engagement in Venezuela wurde er vom deutschen Zweitligaverein Quakenbrücker TSV verpflichtet und stieg mit dem in Artland Dragons umbenannten Verein überlegen ohne Niederlage 2003 in die Basketball-Bundesliga auf. Jordan war mit 21,1 Punkten je Begegnung während des Aufstiegsjahres bester Quakenbrücker Korbschütze, mit 6,8 Korbvorlagen je Begegnung erreichte er den Höchstwert in der 2. Bundesliga Nord. Nachdem man in der ersten Erstliga-Saison den Einzug in die Play-offs um die deutsche Meisterschaft nur knapp verpasste und Jordan auch im ersten Bundesliga-Jahr der Niedersachsen mit 17,3 Punkten pro Partie erfolgreichster Korbschütze der Mannschaft gewesen war, gelang in der Saison 2004/05 der erstmalige Einzug in die Play-offs. Jordan wurde als Identifikationsfigur der Quakenbrücker bezeichnet und gehörte nicht nur wegen seiner Namensgleichheit mit Michael Jordan, sondern auch wegen seiner sportlichen Leistungen zu den Galionsfiguren der Bundesliga. Im Oktober 2005 ereignete sich laut Verein ein „unentschuldbarer und nicht nachvollziehbarer Zwischenfall nach dem Training“, infolgedessen Jordan von den Niedersachsen entlassen wurde. Er spielte dann kurz im lettischen Ventspils, bevor er im Dezember 2005 in die Bundesliga nach Köln zurückkehrte. Mit den Kölnern gelang 2006 die Meisterschaft. Jordan trug zum Gewinn der Meisterschaft in 33 Spielen für Köln im Schnitt 9,8 Punkte sowie 4,1 Vorlagen bei und konnte sich für den in der italienischen Serie A spielenden Traditionsverein aus Cantù in der Lombardei empfehlen.
In der Saison 2007/08 spielte Jordan ein Jahr im belgischen Charleroi. Nach kurzen Engagements in der griechischen A1 Ethniki und der israelischen Ligat ha’Al kehrte er ein weiteres Mal in die Bundesliga zurück und wurde im November 2008 von seinem ehemaligen Quakenbrücker Trainer Chris Fleming zu den Brose Baskets ins fränkische Bamberg als Ersatz für den verletzten John Goldsberry geholt. Nach der Verpflichtung von Dan Dickau wanderte Jordan zu den Köln 99ers weiter, mit denen er 2006 (noch als RheinEnergie Köln) die Meisterschaft gewonnen hatte. Nach der in der Sommerpause erfolgten Insolvenz des Kölner Vereins wurde Jordan im Dezember 2009 vom Bundesliga-Aufsteiger aus Hagen verpflichtet und erreichte mit der Mannschaft den Klassenerhalt. Er ist eine der Hauptfiguren des Dokumentarfilms Phoenix in der Asche, der den Hagener Kampf um den Klassenerhalt abbildet und in dem Jordan als Spieler gezeigt wird, der einerseits über Führungsqualitäten verfügt und eine Mannschaft mitreißen kann, andererseits aber aneckt und ein teils angespanntes Verhältnis zu Mitspielern und zum Trainer hat. Kurz vor dem Ende der Saison wurde er in Hagen entlassen. Zur neuen Saison wurde er vom ehemaligen Hagener Mitaufsteiger MBC aus Weißenfels unter Vertrag genommen und war in der Saison 2010/11 wieder Mannschaftskamerad von Guido Grünheid, mit dem er 2006 die Meisterschaft errungen hatte. Im Winter wechselte er zum Ligakonkurrenten aus Gießen, wo er nach dem Ende der Saison jedoch nicht weiterverpflichtet wurde.

### Trainer
Nach einem Jahr ohne Engagement als Spieler entschloss sich Jordan dazu, seine Karriere zu beenden, und wurde im Sommer 2012 als neuer Co-Trainer der Colgate University vorgestellt. Er übte diese Tätigkeit acht Jahre lang aus und trug unter anderem zum Erfolg zwischen 2017 und 2020 bei, als Colgate 68 Spiele gewann (bei 34 Niederlagen), was als die bis dahin erfolgreichste Zeit in der Geschichte der Hochschulmannschaft gewertet wurde. Jordan wechselte im Sommer 2020 als Co-Trainer an die Drexel University.
Im Spieljahr 2022/23 war Jordan als Cheftrainer am Lafayette College in Easton (Pennsylvania) beschäftigt. Im Februar 2023 wurde er beurlaubt, nachdem eine Ermittlung gegen Jordan eingeleitet worden war. Dieser war der Eingang einer Beschwerde vorausgegangen, die sich auf Jordans Arbeit als Cheftrainer bezog.